# Francisco Zeimoto
Francisco Zeimoto war ein portugiesischer Händler und Seefahrer. Er lebte im 16. Jahrhundert und war 1543 der erste Europäer in Japan.

## Karriere

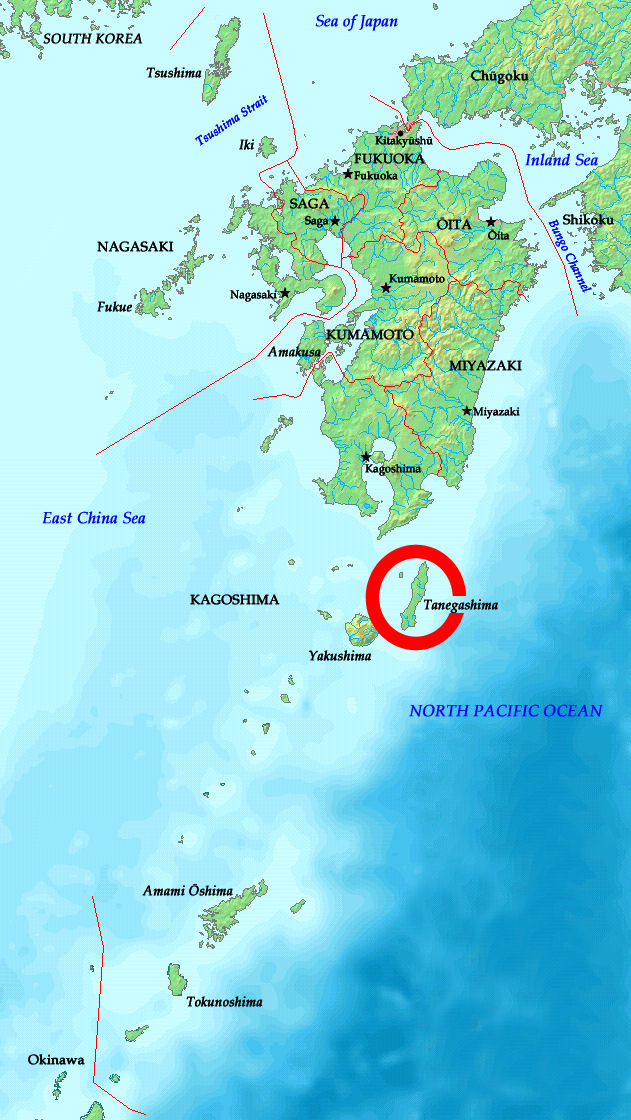
Die japanische Insel Tanegashima

Zeimoto war von Beruf Händler. Er nahm an Seefahrten in die portugiesischen Kolonien teil, da er hoffte vom Handel und der Ausbeutung von asiatischen Ländern zu profitieren. Es gibt nur wenige historische Quellen, in denen von Francisco Zeimoto berichtet wird, aber er wird in portugiesischen Büchern aus der Zeit als der erste Europäer in Japan bezeichnet.

## Seefahrt
Francisco Zeimoto nahm, wie viele andere Händler und Abenteurer, an Bord einer von Diogo de Freitas kommandierten Expedition in den Indischen Ozean teil. Während die Flotte an der vietnamesischen Küste nahe der Stadt Udia ankerte, desertierten drei Teilnehmer, namentlich António Peixoto, António da Mota und Francisco Zeimoto. Sie gingen an Bord einer chinesischen Dschunke mit dem Ziel China. Sie wurden allerdings durch starken Wind vom Kurs abgebracht und erreichten stattdessen die japanische Insel Tanegashima. In Japan wurde von ihnen wenig Notiz genommen, aber eine vorsichtige Kontaktaufnahme gelang. Deutlich mehr Aufsehen erregte der nächste Besuch der Portugiesen, da die Japaner bei dieser Gelegenheit erstmals die portugiesischen Musketen kennen lernten und beeindruckt davon waren.